# Дицман
Дитрих III (IV) или Дицман (нем. Dietrich III. (IV.), Diezmann; ок. 1260 — 1307) — маркграф Нижней Лужицы в 1291—1303 годах, из дома Веттинов. Также был маркграфом Остерланда с 1291 года и ландграфом Тюрингии (под именем Дитрих I) с 1298 года.

## Биография
Дитрих был третьим сыном маркграфа Мейсенского Альбрехта II Негодного и Маргариты Сицилийской, дочери императора Фридриха II Гогенштауфена. С 1270 года вместе со старшим братом Фридрихом воспитывался у дяди — Дитриха II, маркграфа Ландсберга.
Достигнув совершеннолетия, Дитрих, Фридрих и их брат Генрих начали войну с отцом, который хотел передать Тюрингию своему сыну от второго брака Апицу. Кончилось тем, что Альбрехт II назло детям продал часть наследственных земель немецкому королю Адольфу Нассаускому.
Первым владением Дитриха был Плейснерланд. В 1288 году после смерти деда, мейсенского маркграфа Генриха III, он унаследовал Лужицу, а в 1291 году, после смерти Фридриха Туты — Остерланд. В 1301 году купил у магдебургского архиепископа Бурхарда II фон Бланкенбург замки Дройсиг, Бургвербен и Шпремберг.
В 1303 году Дитрих продал маркграфство Лужицу Бранденбургу.
В 1298 году, после смерти немецкого короля Адольфа Нассауского, Дитрих и его брат вернули себе своё законное наследство — ландграфство Тюрингию.
Дитрих умер в декабре 1307 году в Лейпциге. По одной из версий, он был убит Филиппом Нассауским. Но скорее всего, смерть Дитриха была естественной.
В 1295 году Дитрих Дицман женился на Ютте, дочери графа Бертольда VIII фон Хеннеберг. Сыновей у него не было, и все владения унаследовал брат — Фридрих I Укушенный.